# Grethe & Jørgen Ingmann
Grethe (1938–1990) & Jørgen Ingmann (1925–2015) var en dansk sångarduo och äkta par (åren 1956–1975). De vann Eurovision Song Contest 1963 för Danmark med låten "Dansevise" och var åren efter vinsten väldigt populära i TV-program runt om i Europa.
Det musikaliska samarbetet avslutades vid deras skilsmässa 1975. Grethe fortsatte senare som solosångerska.